# Maragha
Maragha of Maraqeh is een stad met 162.000 inwoners (2011) in het noordwesten van Iran, ongeveer 130 km ten zuiden van Tabriz. Het was de zomerhoofdstad van de Mongoolse khan Hulagu, de stichter van het Il-kanaat.

## Sterrenwacht
In 1259 werd op een heuvel ten westen van de stad een sterrenwacht gebouwd door de astronoom Nasir al-Din al-Toesi. De sterrenwacht was hem aangeboden door khan Hulagu als dank voor Toesi's hulp bij de verovering van Bagdad (1258). De sterrenwacht, die gebouwd was als een citadel, had een oppervlakte van 340 x 135m.
Aan de academie die ermee verbonden was, werkten naast Perzen ook Armeniërs, Georgiërs en Chinezen. In de bibliotheek bevonden zich zo'n 40.000 boeken. De astronomen bepaalden de precessie van de equinoxen een stuk nauwkeuriger dan voorheen en kwamen uit op 51 boogseconden per jaar (is 50.3 boogseconden).
Hun bevindingen werden onder leiding van Toesi gepubliceerd in de Zij-i ilkhani of de Il-kanaatische tabellen.
Observaties die gedaan werden in dit observatorium en de Il-kanaatische tabellen hebben Nicolaas Copernicus geïnspireerd.
Het observatorium is nu een ruïne.
Ter ere van dit oude instituut werd het moderne Onderzoeksinstituut voor astronomie en astrofysica van Maragha gesticht in 2003.